# 迷探偵シャーロック・ホームズ/最後の冒険
『迷探偵シャーロック・ホームズ/最後の冒険』（めいたんていシャーロックホームズさいごのぼうけん、Without a Clue）は1988年のイギリスのコメディ映画。監督はトム・エバーハード、出演はマイケル・ケインとベン・キングズレーなど。
アーサー・コナン・ドイルが生んだ名探偵シャーロック・ホームズが実はただのアホの飲んだくれで、助手のワトスンこそが真の名探偵だったとする奇抜な設定で描く。

## キャスト
- シャーロック・ホームズ / レジナルド・キンケイド - マイケル・ケイン

ワトスンに雇われた売れない役者。
- ジョン・H・ワトスン - ベン・キングズレー

「クライム・ドクター」の異名を持つ名探偵。
- レストレード警部 - ジェフリー・ジョーンズ
- レズリー・ジャイルス - リセット・アンソニー（英語版）

行方不明となった造幣局印刷主任ジャイルスの娘。
- ジェームズ・モリアーティ教授 - ポール・フリーマン

「犯罪界のナポレオン」の異名を持つ男。
- スミスウィック卿 - ナイジェル・ダヴェンポート

大蔵大臣。
- ハドスン夫人 - パット・キーン（英語版）

下宿の女主人。
- ノーマン・グリーンヒュー - ピーター・クック（英語版）

ストランド誌編集長。
- セバスチャン・モラン - ティム・キリック（英語版）